# States of Guernsey
Die States of Guernsey (französisch États de Guernesey) sind das Parlament der Kanalinsel Guernsey und der zugehörigen Insel Herm.
Die States of Guernsey haben auch gewisse Gesetzgebungskompetenzen für Alderney und Sark (als Teil des Bailiwick of Guernsey) als "Bailiwick-wide legislation". Ursprünglich waren die States of Guernsey eine Ständeversammlung, bestehend aus dem Oberrichter (Bailiff), den Pfarrherren, den Bürgermeistern (Constables) und den von den Steuerzahlern gewählten Vertretern (Jurats). Letztere wurden auf Lebensdauer, die Constables auf drei Jahre gewählt. Nach mehreren Verfassungsreformen werden alle Mitglieder der States of Guernsey inzwischen direkt gewählt, zwei durch die States of Alderney gewählte Mitglieder vertreten Alderney.

## Wahlergebnisse

### Wahl 2025
Die 38 Mitglieder der States of Guernsey wurden aus einem einzigen inselweiten Wahlkreis durch Mehrfachstimmen gewählt, wobei die Wähler bis zu 38 Stimmen abgeben konnten.
| Ergebnis der Parlamentswahl in Guernsey 2025    | Ergebnis der Parlamentswahl in Guernsey 2025    | Ergebnis der Parlamentswahl in Guernsey 2025 | Ergebnis der Parlamentswahl in Guernsey 2025 | Ergebnis der Parlamentswahl in Guernsey 2025 | Ergebnis der Parlamentswahl in Guernsey 2025 | Ergebnis der Parlamentswahl in Guernsey 2025 | Ergebnis der Parlamentswahl in Guernsey 2025 |
| Partei                                          | Partei                                          | Stimmen                                      | Stimmen                                      | Stimmen                                      | Sitze                                        | Sitze                                        | Sitze                                        |
| Partei                                          | Partei                                          | Anzahl                                       | %                                            | +/−                                          | Anzahl                                       | %                                            | +/−                                          |
| ----------------------------------------------- | ----------------------------------------------- | -------------------------------------------- | -------------------------------------------- | -------------------------------------------- | -------------------------------------------- | -------------------------------------------- | -------------------------------------------- |
|                                                 | Unabhängige                                     | 400.481                                      | 92,66 %                                      | ▲30,05 %                                     | 35                                           | 87,50 %                                      | ▲13                                          |
|                                                 | Forward Guernsey                                | 31.731                                       | 7,34 %                                       | Neu                                          | 03                                           | 7,50 %                                       | Neu                                          |
|                                                 | Sitze für Alderney reserviert                   |                                              |                                              |                                              | 02                                           | 5,00 %                                       | ▬                                            |
| Gesamt                                          | Gesamt                                          | 432.212                                      | 100,00 %                                     |                                              | 40                                           | 100,00 %                                     | ▬                                            |
| Abgegebene Stimmen                              | Abgegebene Stimmen                              | 19.686                                       | 100,00 %                                     |                                              |                                              |                                              |                                              |
| Anzahl der Wahlberechtigten und Wahlbeteiligung | Anzahl der Wahlberechtigten und Wahlbeteiligung | 27.293                                       | 72,13 %                                      |                                              |                                              |                                              |                                              |

### Wahl 2020
Das Wahlsystem wurde infolge eines Referendums von 2018 geändert. Die 38 Mitglieder der States of Guernsey wurden aus einem einzigen inselweiten Wahlkreis durch Mehrfachstimmen gewählt, wobei die Wähler bis zu 38 Stimmen abgeben konnten.
Vor den Wahlen wurde das für Kandidaturen erforderliche Mindestalter von 20 auf 18 Jahre gesenkt. Das Mindestalter für das aktive Wahlrecht betrug 16 Jahre. Die Wahlkampfausgaben pro Kandidat wurden ebenfalls von 9.000 GBP auf 6.000 GBP gesenkt.
Zum ersten Mal wurde eine Wahl in Guernsey von einem Team internationaler Beobachter geprüft, die zwei Berichte über den Prozess erstellten.
| Ergebnis der Parlamentswahl in Guernsey 2020    | Ergebnis der Parlamentswahl in Guernsey 2020    | Ergebnis der Parlamentswahl in Guernsey 2020 | Ergebnis der Parlamentswahl in Guernsey 2020 | Ergebnis der Parlamentswahl in Guernsey 2020 | Ergebnis der Parlamentswahl in Guernsey 2020 | Ergebnis der Parlamentswahl in Guernsey 2020 | Ergebnis der Parlamentswahl in Guernsey 2020 |
| Partei                                          | Partei                                          | Stimmen                                      | Stimmen                                      | Stimmen                                      | Sitze                                        | Sitze                                        | Sitze                                        |
| Partei                                          | Partei                                          | Anzahl                                       | %                                            | +/−                                          | Anzahl                                       | %                                            | +/−                                          |
| ----------------------------------------------- | ----------------------------------------------- | -------------------------------------------- | -------------------------------------------- | -------------------------------------------- | -------------------------------------------- | -------------------------------------------- | -------------------------------------------- |
|                                                 | Guernsey Partnership of Independents *          | 153.119                                      | 24,02 %                                      | Neu                                          | 10                                           | 25,00 %                                      | Neu                                          |
|                                                 | Guernsey Party                                  | 63.844                                       | 10,01 %                                      | Neu                                          | 06                                           | 15,00 %                                      | Neu                                          |
|                                                 | Alliance Party Guernsey                         | 21,449                                       | 3,36 %                                       | Neu                                          | 0                                            | 0,00 %                                       | Neu                                          |
|                                                 | Unabhängige                                     | 399.155                                      | 62,61 %                                      | ▼37,39 %                                     | 22                                           | 55,00 %                                      | ▼16                                          |
|                                                 | Sitze für Alderney reserviert                   |                                              |                                              |                                              | 02                                           | 5,00 %                                       | ▬                                            |
| Gesamt                                          | Gesamt                                          | 637.567                                      | 100,00 %                                     |                                              | 40                                           | 100,00 %                                     | ▬                                            |
| Gültige Stimmen                                 | Gültige Stimmen                                 | 24.473                                       | 99,37 %                                      |                                              |                                              |                                              |                                              |
| Ungültige Stimmen                               | Ungültige Stimmen                               | 154                                          | 0,63 %                                       |                                              |                                              |                                              |                                              |
| Abgegebene Stimmen                              | Abgegebene Stimmen                              | 24.627                                       | 100,00 %                                     |                                              |                                              |                                              |                                              |
| Anzahl der Wahlberechtigten und Wahlbeteiligung | Anzahl der Wahlberechtigten und Wahlbeteiligung | 30.899                                       | 79,70 %                                      |                                              |                                              |                                              |                                              |